# Campionato cipriota femminile di calcio
Il campionato cipriota femminile di calcio è posto sotto l'egida della Federazione calcistica di Cipro (KOP/CFA) ed è composto di un unico livello. La prima stagione fu nel 1998 e attualmente partecipano 8 squadre. Ha cadenza annuale, inizia ad ottobre e termina a febbraio. L'Apollōn Lemesou è la squadra che ha vinto il maggior numero di campionati (14) e tutti consecutivamente. Per la stagione 2016-2017 il campionato di calcio cipriota è il quattordicesimo campionato di calcio femminile in Europa secondo il ranking stilato dalla UEFA.

## Storia
La prima edizione del campionato di calcio femminile cipriota fu istituita per la stagione 1998-1999 e vide la vittoria del Lefkothea Nicosia. Il Lefkothea Nicosia fu anche la prima squadra cipriota ad accedere alla UEFA Women's Cup per l'edizione 2002-2003, grazie alla vittoria del suo secondo campionato nella stagione 2001-2002. Nelle due stagioni precedenti l'AEK Kokkinochorion aveva vinto i suoi primi due campionati, ripetendosi per altre tre volte dal 2005 al 2007, conquistando in totale cinque titoli. In mezzo arrivarono le due vittorie del PAOK Ledra e nel 2008 l'unico titolo del Vamos Idaliou. A partire dal 2009 l'Apollōn Lemesou ha dato inizio al suo dominio, vincendo otto campionati consecutivamente.

## Formato
Il campionato cipriota è composto di otto squadre che si affrontano in un girone all'italiana con partite di andata e ritorno per un totale di 14 giornate. Il sistema di assegnazione del punteggio prevede 3 punti per la squadra vincitrice dell'incontro, 1 punto a testa in caso di pareggio e nessun punto per la squadra sconfitta. Al termine del campionato la squadra prima classificata è campione di Cipro ed accede alla UEFA Women's Champions League della stagione successiva. Poiché il campionato è composto di un solo livello non sono previste retrocessioni.

## Le squadre

### Organico attuale
Alla stagione 2018-2019 hanno partecipato le seguenti dieci squadre:
- AMOK Chrysomilia
- Anorthosis Famagosta
- Apollōn Lemesou
- Apollon Lympion
- Barcelona FA
- Champions Ypsona
- EN THOI Lakatamia
- Lefkothea Nicosia
- Omonia Nicosia
- Pafia Pafos

## Albo d'oro
- 1998-1999  Lefkothea Nicosia (1º)
- 1999-2000  AEK Kokkinochorion (1º)
- 2000-2001  AEK Kokkinochorion (2º)
- 2001-2002  Lefkothea Nicosia (2º)
- 2002-2003  PAOK Ledra (1º)
- 2003-2004  PAOK Ledra (2º)
- 2004-2005  AEK Kokkinochorion (3º)
- 2005-2006  AEK Kokkinochorion (4º)
- 2006-2007  AEK Kokkinochorion (5º)
- 2007-2008  Vamos Idaliou (1º)
- 2008-2009  Apollōn Lemesou (1º)
- 2009-2010  Apollōn Lemesou (2º)
- 2010-2011  Apollōn Lemesou (3º)
- 2011-2012  Apollōn Lemesou (4º)
- 2012-2013  Apollōn Lemesou (5º)
- 2013-2014  Apollōn Lemesou (6º)
- 2014-2015  Apollōn Lemesou (7º)
- 2015-2016  Apollōn Lemesou (8º)
- 2016-2017  Apollōn Lemesou (9º)
- 2017-2018  Barcelona FA (1º)
- 2018-2019  Apollōn Lemesou (10º)
- 2019-2020 non assegnato
- 2020-2021  Apollōn Lemesou (11º)
- 2021-2022  Apollōn Lemesou (12º)
- 2022-2023  Apollōn Lemesou (13º)
- 2023-2024  Apollōn Lemesou (14º)
- 2024-2025  Apollōn Lemesou (15º)

## Statistiche

### Titoli per squadra
| Squadra            | Titoli | Anni |
| ------------------ | ------ | --- |
| Apollōn Lemesou    | 15     | 2008-2009, 2009-2010, 2010-2011, 2011-2012, 2012-2013, 2013-2014, 2014-2015, 2015-2016, 2016-2017, 2018-2019, 2020-2021, 2021-2022, 2022-2023, 2023-2024, 2024-2025 |
| AEK Kokkinochorion | 5      | 1999-2000, 2000-2001, 2004-2005, 2005-2006, 2006-2007 |
| Lefkothea Nicosia  | 2      | 1998-1999, 2001-2002 |
| PAOK Ledra         | 2      | 2002-2003, 2003-2004 |
| Vamos Idaliou      | 1      | 2007-2008 |
| Barcelona FA       | 1      | 2017-2018 |